# Folkomröstningar relaterade till Europeiska unionen

Europeiska flaggan

Folkomröstningar relaterade till Europeiska unionen (eller dess föregångare Europeiska gemenskaperna) har skett vid ett flertal tillfällen. De har ägt rum inom Europeiska unionen (EU) och dess medlemsstater eller hos länder som ansökt om att få bli medlemmar. De flesta folkomröstningarna har skett i samband med EU:s utvidgning eller när ett nytt EU-fördrag ska ratificeras.
I de flesta länder är folkomröstningarna rådgivande och inte bindande. Det innebär att landets parlament kan gå emot resultatet, men detta har aldrig inträffat. Däremot har nya folkomröstningar hållits när det av regeringarna önskade resultatet uteblivit. Detta skedde till exempel i Danmark vid ratificeringen av Maastrichtfördraget och i Irland vid ratificeringen av Nicefördraget. Vid båda tillfällena anordnades nya folkomröstningar efter att respektive land fått vissa garantier eller undantag efter de första folkomröstningarna med negativa utslag.

## Folkomröstningar om EU-fördrag
|               | Stat          | Ärende                                      | Datum      | Ja      | Nej     | Valdeltagande | Konsekvens                                                                       |
| ------------- | ------------- | ------------------------------------------- | ---------- | ------- | ------- | ------------- | -------------------------------------------------------------------------------- |
| Danmark       | Danmark       | Europeiska enhetsakten                      | 1986-02-26 | 56,24 % | 43,76 % | 75,39 %       | Landet ratificerar fördraget, som träder i kraft 1987-07-01.                     |
| Irland        | Irland        | Europeiska enhetsakten                      | 1987-05-26 | 69,92 % | 30,08 % | 44,09 %       | Landet ratificerar fördraget, som träder i kraft 1987-07-01.                     |
| Danmark       | Danmark       | Maastrichtfördraget                         | 1992-06-02 | 47,93 % | 52,08 % | 82,9 %        | Fyra undantag ges till Danmark och en ny folkomröstning äger rum.                |
| Irland        | Irland        | Maastrichtfördraget                         | 1992-06-19 | 69,05 % | 30,95 % | 57,31 %       | Landet ratificerar fördraget, som träder i kraft 1993-11-01.                     |
| Frankrike     | Frankrike     | Maastrichtfördraget                         | 1992-09-20 | 51,02 % | 48,95 % | 69,69 %       | Landet ratificerar fördraget, som träder i kraft 1993-11-01.                     |
| Danmark       | Danmark       | Maastrichtfördraget                         | 1993-05-18 | 56,77 % | 43,23 % | 85,5 %        | Landet ratificerar fördraget, som träder i kraft 1993-11-01.                     |
| Irland        | Irland        | Amsterdamfördraget                          | 1998-05-22 | 61,74 % | 38,26 % | 56,26 %       | Landet ratificerar fördraget, som träder i kraft 1999-05-01.                     |
| Danmark       | Danmark       | Amsterdamfördraget                          | 1998-05-28 | 55,1 %  | 44,9 %  | 76,24 %       | Landet ratificerar fördraget, som träder i kraft 1999-05-01.                     |
| Irland        | Irland        | Nicefördraget                               | 2001-06-07 | 46,13 % | 53,87 % | 34,79 %       | Garantier ges till Irland om dess neutralitet och en ny folkomröstning äger rum. |
| Irland        | Irland        | Nicefördraget                               | 2002-10-19 | 62,89 % | 37,11 % | 49,47 %       | Landet ratificerar fördraget, som träder i kraft 2003-02-01.                     |
| Spanien       | Spanien       | Europeiska konstitutionen                   | 2005-02-20 | 76,23 % | 17,24 % | 42,32 %       | Landet ratificerar fördraget, som skrotas och ersätts av Lissabonfördraget.      |
| Frankrike     | Frankrike     | Europeiska konstitutionen                   | 2005-05-29 | 45,3 %  | 54,7 %  | 69 %          | Landet förkastar fördraget, som skrotas och ersätts av Lissabonfördraget.        |
| Nederländerna | Nederländerna | Europeiska konstitutionen                   | 2005-06-01 | 38,4 %  | 61,6 %  | 62 %          | Landet förkastar fördraget, som skrotas och ersätts av Lissabonfördraget.        |
| Luxemburg     | Luxemburg     | Europeiska konstitutionen                   | 2005-07-10 | 56,52 % | 43,48 % | 90 %          | Landet ratificerar fördraget, som skrotas och ersätts av Lissabonfördraget.      |
| Irland        | Irland        | Lissabonfördraget                           | 2008-06-12 | 46,6 %  | 53,4 %  | 53,13 %       | Garantier ges till Irland inom vissa områden och en ny folkomröstning äger rum.  |
| Irland        | Irland        | Lissabonfördraget (artikel om omröstningen) | 2009-10-02 | 67,13 % | 32,87 % | 59 %          | Landet ratificerar fördraget, som träder i kraft 2009-12-01.                     |

### Folkomröstningar om EU-relaterade fördrag
|        | Stat   | Ärende                                           | Datum      | Ja      | Nej     | Valdeltagande | Konsekvens                    |
| ------ | ------ | ------------------------------------------------ | ---------- | ------- | ------- | ------------- | ----------------------------- |
| Irland | Irland | Fördraget om stabilitet, samordning och styrning | 2012-05-31 | 60,37 % | 39,63 % | 50,53 %       | Landet ratificerar fördraget. |

## Folkomröstningar om medlemskap
|                | Stat           | Ärende                                | Datum      | Ja      | Nej     | Valdeltagande | Konsekvens                                                               |
| -------------- | -------------- | ------------------------------------- | ---------- | ------- | ------- | ------------- | ------------------------------------------------------------------------ |
| Frankrike      | Frankrike      | Territoriell utvidgning av EG         | 1972-04-23 | 68,28 % | 31,72 % | 60,27 %       | Landet godkänner att gemenskaperna utvidgas och omfattar nya länder.     |
| Irland         | Irland         | Medlemskap i Europeiska gemenskaperna | 1972-05-10 | 83,1 %  | 16,9 %  | 70,88 %       | Landet godkänner sitt anslutningsfördrag och blir medlem 1973-01-01.     |
| Norge          | Norge          | Medlemskap i Europeiska gemenskaperna | 1972-09-25 | 46,5 %  | 53,5 %  | 79,2 %        | Landet avslår sitt anslutningsfördrag och blir inte medlem 1973-01-01.   |
| Danmark        | Danmark        | Medlemskap i Europeiska gemenskaperna | 1972-10-02 | 63,29 % | 36,71 % | 90,14 %       | Landet godkänner sitt anslutningsfördrag och blir medlem 1973-01-01.     |
| Storbritannien | Storbritannien | Fortsatt brittiskt medlemskap i EG    | 1975-06-05 | 67,23 % | 32,77 % | 64,03 %       | Storbritannien kvarstår som medlemsland i Europeiska gemenskaperna.      |
| Grönland       | Grönland       | Fortsatt grönländskt medlemskap i EG  | 1982-02-23 | 47 %    | 53 %    | 74,9 %        | Territoriet lämnar gemenskaperna men kvarstår som en del av Danmark.     |
| Österrike      | Österrike      | Medlemskap i Europeiska unionen       | 1994-06-12 | 66,58 % | 33,42 % | 82,35 %       | Landet godkänner sitt anslutningsfördrag och blir medlem 1995-01-01.     |
| Finland        | Finland        | Medlemskap i Europeiska unionen       | 1994-10-16 | 56,88 % | 43,12 % | 70,4 %        | Landet godkänner sitt anslutningsfördrag och blir medlem 1995-01-01.     |
| Sverige        | Sverige        | Medlemskap i Europeiska unionen       | 1994-11-13 | 52,3 %  | 47,26 % | 83,32 %       | Landet godkänner sitt anslutningsfördrag och blir medlem 1995-01-01.     |
| Åland          | Åland          | Medlemskap i Europeiska unionen       | 1994-11-20 | 73,7 %  | 26,3 %  | 49 %          | Åland inkluderas i Finlands medlemskap och blir medlem 1995-01-01.       |
| Norge          | Norge          | Medlemskap i Europeiska unionen       | 1994-11-28 | 47,8 %  | 52,2 %  | 89 %          | Landet avslår sitt anslutningsfördrag och blir inte medlem 1995-01-01.   |
| Malta          | Malta          | Medlemskap i Europeiska unionen       | 2003-03-08 | 53,65 % | 46,35 % | 90,86 %       | Landet godkänner sitt anslutningsfördrag och blir medlem 2004-05-01.     |
| Slovenien      | Slovenien      | Medlemskap i Europeiska unionen       | 2003-03-23 | 89,61 % | 10,39 % | 60,29 %       | Landet godkänner sitt anslutningsfördrag och blir medlem 2004-05-01.     |
| Ungern         | Ungern         | Medlemskap i Europeiska unionen       | 2003-04-12 | 83,75 % | 16,25 % | 45,62 %       | Landet godkänner sitt anslutningsfördrag och blir medlem 2004-05-01.     |
| Litauen        | Litauen        | Medlemskap i Europeiska unionen       | 2003-05-11 | 90,97 % | 9,03 %  | 55,92 %       | Landet godkänner sitt anslutningsfördrag och blir medlem 2004-05-01.     |
| Slovakien      | Slovakien      | Medlemskap i Europeiska unionen       | 2003-05-17 | 93,46 % | 6,2 %   | 52,15 %       | Landet godkänner sitt anslutningsfördrag och blir medlem 2004-05-01.     |
| Polen          | Polen          | Medlemskap i Europeiska unionen       | 2003-06-08 | 77,45 % | 22,55 % | 58,85 %       | Landet godkänner sitt anslutningsfördrag och blir medlem 2004-05-01.     |
| Tjeckien       | Tjeckien       | Medlemskap i Europeiska unionen       | 2003-06-14 | 77,33 % | 22,67 % | 55,21 %       | Landet godkänner sitt anslutningsfördrag och blir medlem 2004-05-01.     |
| Estland        | Estland        | Medlemskap i Europeiska unionen       | 2003-09-14 | 66,83 % | 33,17 % | 64,06 %       | Landet godkänner sitt anslutningsfördrag och blir medlem 2004-05-01.     |
| Lettland       | Lettland       | Medlemskap i Europeiska unionen       | 2003-09-20 | 67 %    | 32,3 %  | 72,5 %        | Landet godkänner sitt anslutningsfördrag och blir medlem 2004-05-01.     |
| Kroatien       | Kroatien       | Medlemskap i Europeiska unionen       | 2012-01-22 | 66,67 % | 33,33 % | 43,51 %       | Landet godkänner sitt anslutningsfördrag och blir medlem 2013-07-01.     |
| San Marino     | San Marino     | Medlemskap i Europeiska unionen       | 2013-10-20 | 50,28 % | 49,72 % | 43,39 %       | Valdeltagandet var för lågt för att folkomröstningen skulle vara giltig. |
| Storbritannien | Storbritannien | Fortsatt brittiskt medlemskap i EU    | 2016-06-23 | 48,11 % | 51,89 % | 72,21 %       | Storbritannien lämnar EU efter utträdesförhandlingar den 1 februari 2020 |
| Moldavien      | Moldavien      | Medlemskap i Europeiska unionen       | 2024-10-20 | 50,38 % | 49,62 % | 51,68 %       | Landet godkänner fortsatta medlemskapsförhandlingar.                     |

## Folkomröstningar om euron
|         | Stat    | Ärende             | Datum      | Ja      | Nej     | Valdeltagande | Konsekvens                                                                         |
| ------- | ------- | ------------------ | ---------- | ------- | ------- | ------------- | ---------------------------------------------------------------------------------- |
| Danmark | Danmark | Införande av euron | 2000-09-28 | 46,87 % | 53,13 % | 87,80 %       | Landet behåller sitt undantag från EMU:s tredje steg och inför ej euron.           |
| Sverige | Sverige | Införande av euron | 2003-09-14 | 42,00 % | 55,88 % | 82,60 %       | Landet låter avsiktligt bli att uppfylla konvergenskriterierna och inför ej euron. |

## Folkomröstningar om avtal med EU
|               | Stat          | Ärende                                         | Datum      | Ja      | Nej     | Valdeltagande | Konsekvens                                                                       |
| ------------- | ------------- | ---------------------------------------------- | ---------- | ------- | ------- | ------------- | -------------------------------------------------------------------------------- |
| Schweiz       | Schweiz       | Avtal med Europeiska gemenskapen               | 1972-12-03 | 72,53 % | 27,47 % | 52,91 %       | Landet godkänner avtalet med Europeiska gemenskapen.                             |
| Schweiz       | Schweiz       | EES-avtal                                      | 1992-12-06 | 49,66 % | 50,34 % | 78,73 %       | Landet förkastar EES-avtalet och kvarstår utanför den inre marknaden.            |
| Liechtenstein | Liechtenstein | EES-avtal                                      | 1992-12-13 | 55,81 % | 44,19 % | 87,00 %       | Landet ratificerar EES-avtalet, som träder i kraft 1994-01-01.                   |
| Liechtenstein | Liechtenstein | EES-avtal                                      | 1995-04-09 | 55,88 % | 44,12 % | 82,05 %       | Landet godkänner EES-avtalet på nytt och kvarstår i den inre marknaden.          |
| Schweiz       | Schweiz       | Sju bilaterala avtal med EU                    | 2000-05-21 | 67,19 % | 32,81 % | 48,30 %       | Landet ratificerar de sju bilaterala avtalen med unionen.                        |
| Schweiz       | Schweiz       | "Ja till Europa"                               | 2001-03-04 | 23,15 % | 76,85 % | 55,80 %       | Landet inleder inga medlemskapsförhandlingar med unionen.                        |
| Schweiz       | Schweiz       | Medlemskap i Schengensamarbetet                | 2005-06-05 | 54,60 % | 45,40 % | 56,00 %       | Landet godkänner sitt anslutningsavtal och blir medlem 2008-12-12.               |
| Schweiz       | Schweiz       | Fri rörlighet för arbetstagare                 | 2009-02-08 | 59,62 % | 40,38 % | 52,66 %       | Landet förnyar avtalet och utökar det till att omfatta Bulgarien och Rumänien.   |
| Schweiz       | Schweiz       | Begränsa den fria rörligheten för arbetstagare | 2014-02-09 | 50,3 %  | 49,7 %  | 56,6 %        | Landet röstar för att omförhandla avtalet om fri rörlighet för att begränsa den. |
| Schweiz       | Schweiz       | Begränsa den fria rörligheten för personer     | 2020-09-27 | 38,3 %  | 61,7 %  | 59,5 %        | Landet röstar emot att begränsa den fria rörligheten för personer.               |

## Andra folkomröstningar
|         | Stat    | Ärende                                                 | Datum      | Ja      | Nej     | Valdeltagande | Konsekvens |
| ------- | ------- | ------------------------------------------------------ | ---------- | ------- | ------- | ------------- | --- |
| Italien | Italien | En effektiv union                                      | 1989-06-18 | 88,06 % | 11,94 % | 85,40 %       | Omröstningen gällde ingen konkret fråga utan var snarare en viljeyttring.                                           |
| Danmark | Danmark | Deltagande i området med frihet, säkerhet och rättvisa | 2015-12-03 | 46,89 % | 53,11 % | 72,00 %       | Omröstningen handlade om Danmark skulle avskaffa sin undantagsklausul på området med frihet, säkerhet och rättvisa. |